# Nižná Jedľová
Nižná Jedľová (in ungherese Alsófenyves) è un comune della Slovacchia facente parte del distretto di Svidník, nella regione di Prešov.